# Dryopteris acutodentata
Dryopteris acutodentata är en träjonväxtart som beskrevs av Ren-Chang Ching. Dryopteris acutodentata ingår i släktet Dryopteris och familjen Dryopteridaceae. Inga underarter finns listade.